# گمینا سولتس-زدروی
گمینا سولتس-زدروی (به لهستانی:  Gmina Solec-Zdrój) یک گمینا در لهستان است که در شهرستان بوسکو واقع شده‌است. گمینا سولتس-زدروی ۸۴٫۹ کیلومتر مربع مساحت و ۴٬۹۸۷ نفر جمعیت دارد.